# Burkeville
La ville américaine de Burkeville est située dans le comté de Nottoway, dans le Commonwealth de Virginie. Lors du recensement de 2000, sa population s’élevait à 489 habitants.

## Source
- (en) Cet article est partiellement ou en totalité issu de l’article de Wikipédia en anglais intitulé « Burkeville, Virginia » (voir la liste des auteurs).